# NGC 5499
NGC 5499 é uma galáxia espiral (S0-a) localizada na direcção da constelação de Boötes. Possui uma declinação de +35° 54' 49" e uma ascensão recta de 14 horas, 10 minutos e 47,7 segundos.
A galáxia NGC 5499 foi descoberta em 13 de Maio de 1882 por Édouard Jean-Marie Stephan.